# Oliarus hispanica
Oliarus hispanica är en insektsart som beskrevs av Matsumura 1910. Oliarus hispanica ingår i släktet Oliarus och familjen kilstritar. Inga underarter finns listade i Catalogue of Life.